# Église Saint-Henri du Creusot
Pour les articles homonymes, voir Église Saint-Henri.
L'église Saint-Henri est une église catholique de style néogothique située au Creusot, en Saône-et-Loire (France). Elle possède un carillon classé aux monuments historiques.

## Historique
La construction de l'église, à la demande d'Henri Schneider, a débuté en 1882 et a été achevée en 1883.  Elle a été menée par les architectes Forien et Duvillard, architectes de la société Schneider et Cie,. L'église a été placée sous le patronage de saint Henri. En 1902 l'église a été dotée d'un orgue.

## Architecture
L'église est construite dans le style néogothique en suivant un plan en croix latine. La pierre employée est le granit. L'édifice possède deux hautes tours clocher, surmontées par deux flèches octogonales. Les toitures sont recouvertes d'ardoises.

## Vitraux
Les vitraux datent de 1890. Ils ont été peints par Joseph Besnard maître verrier de Chalon-sur-Saône,. Saint-Eloi, le patron des forgerons, y a été représenté sous les traits d'Henri Schneider, ainsi que Sainte-Barbe, patronne des mineurs, sous les traits de son épouse. 

## Orgue
L'orgue a été construit en 1902 par Charles Didier Van Caster, facteur d'orgues à Nancy.
Il comprend deux claviers de 56 notes (grand-orgue et récit expressif) et un pédalier de 30 notes.

## Carillon
Le carillon datant 1883 et situé dans la tour nord, est classé MH depuis 1994. Les cloches ont été fondues par Crouzet Hildebrand.
Il est composé de 25 cloches, ce qui fait de Saint-Henri du Creusot l'église la mieux pourvue en cloches du diocèse d'Autun. Quatre sont de volée et peuvent également se balancer pour sonner les offices. La plus aiguë avait disparu, mais a été rajoutée lors de la restauration de l'instrument qui a eu lieu en 2013, et durant laquelle la tringlerie et les anciennes frappes ont été changés pour de vrais battants de carillons.
Le clavier possède la particularité d'avoir des touches en forme de manches de brouettes qui étaient frappées avec des petits maillets en bois appelées "Clipotiaux". Cette particularité le rend unique en France car sur d'autres carillons ces maillets étaient traditionnellement utilisés pour jouer directement sur les cloches. Ils ne sont toutefois plus utilisés depuis la restauration de 2013.
C'est le seul carillon classé instrument de musique par la fédération mondiale du carillon dans le département de Saône-et-Loire.

## Galerie

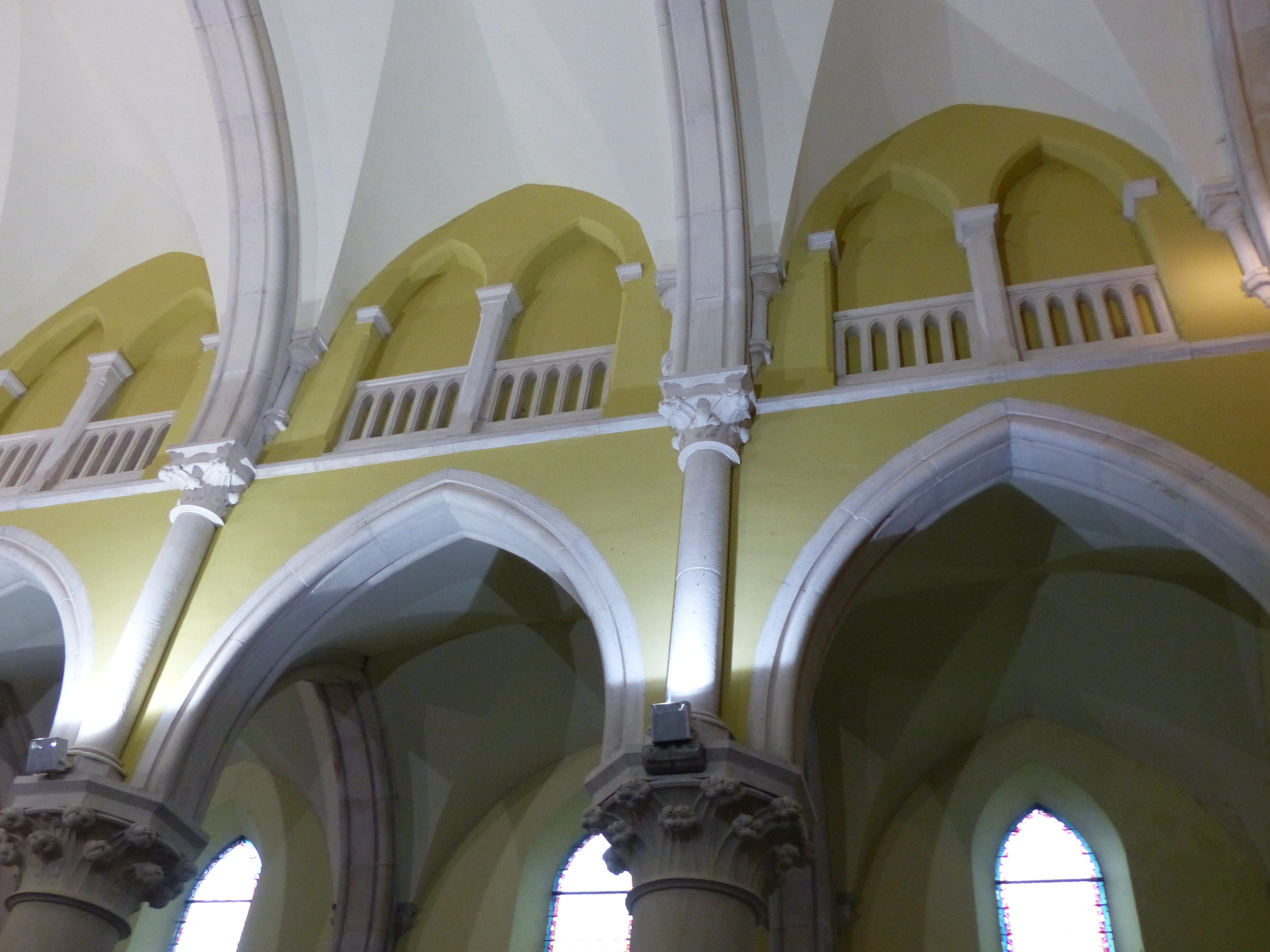
Trancept
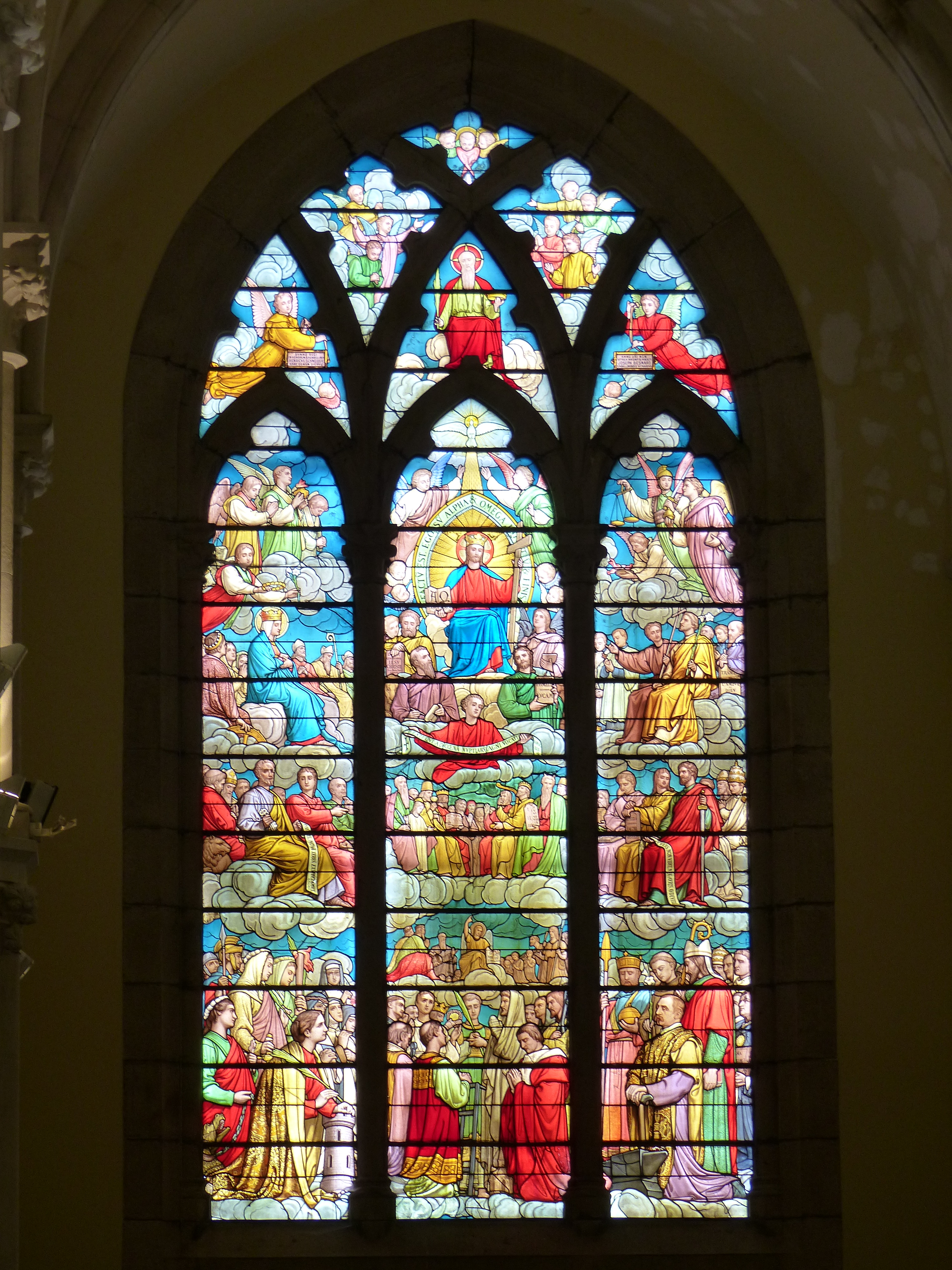
Vitrail Central
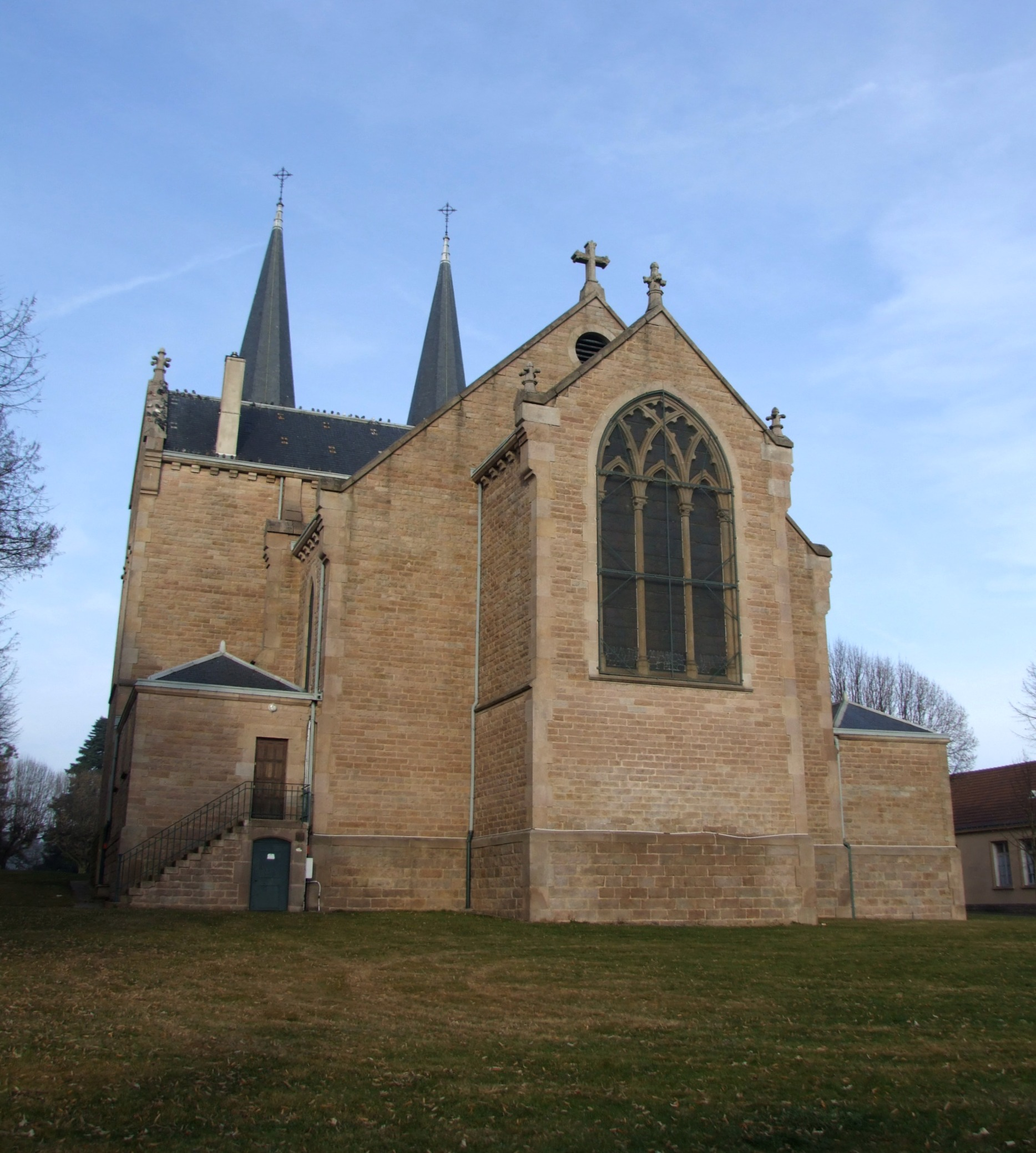
Chœur vu de l'extérieur
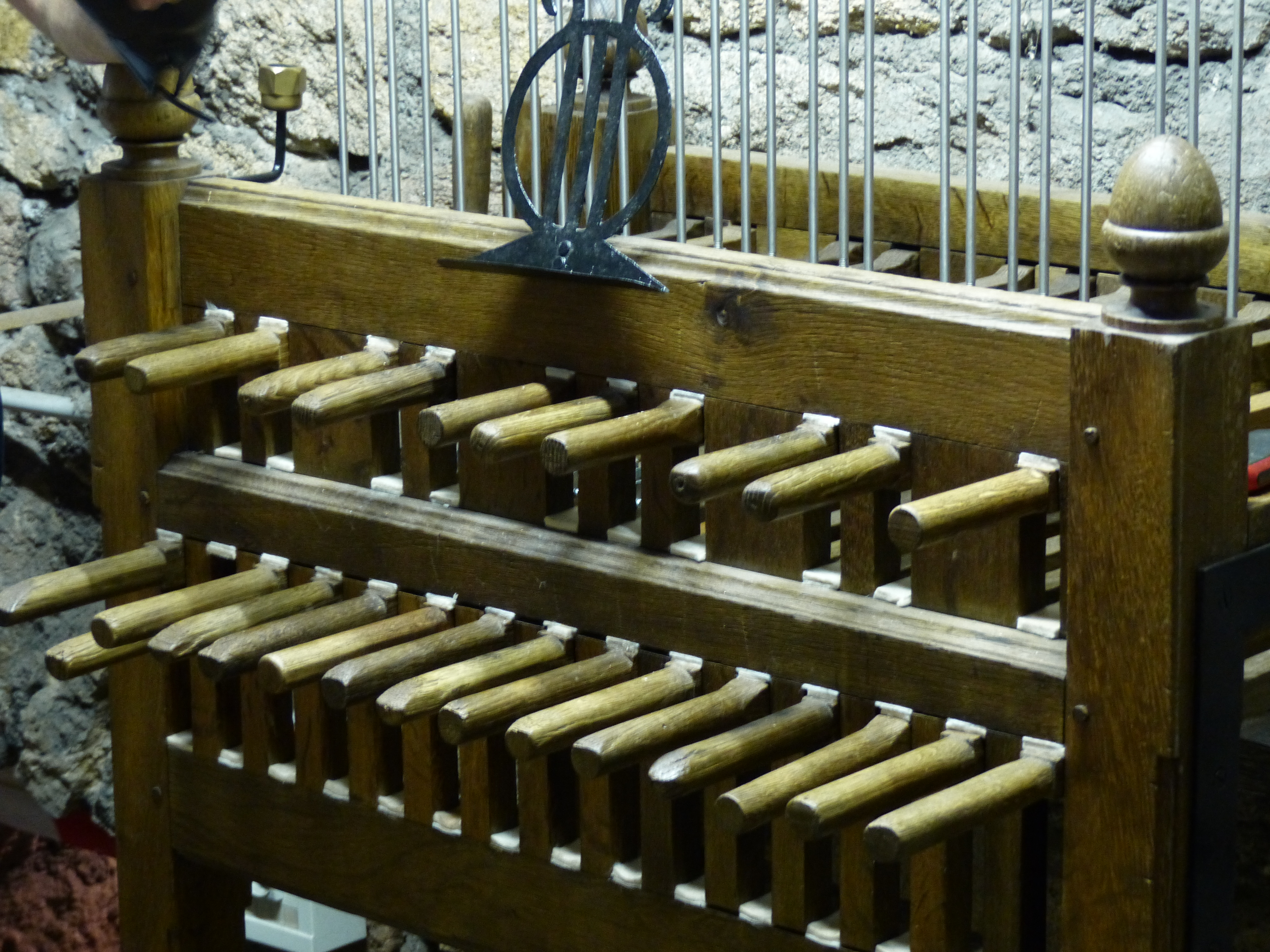
Clavier du carillon
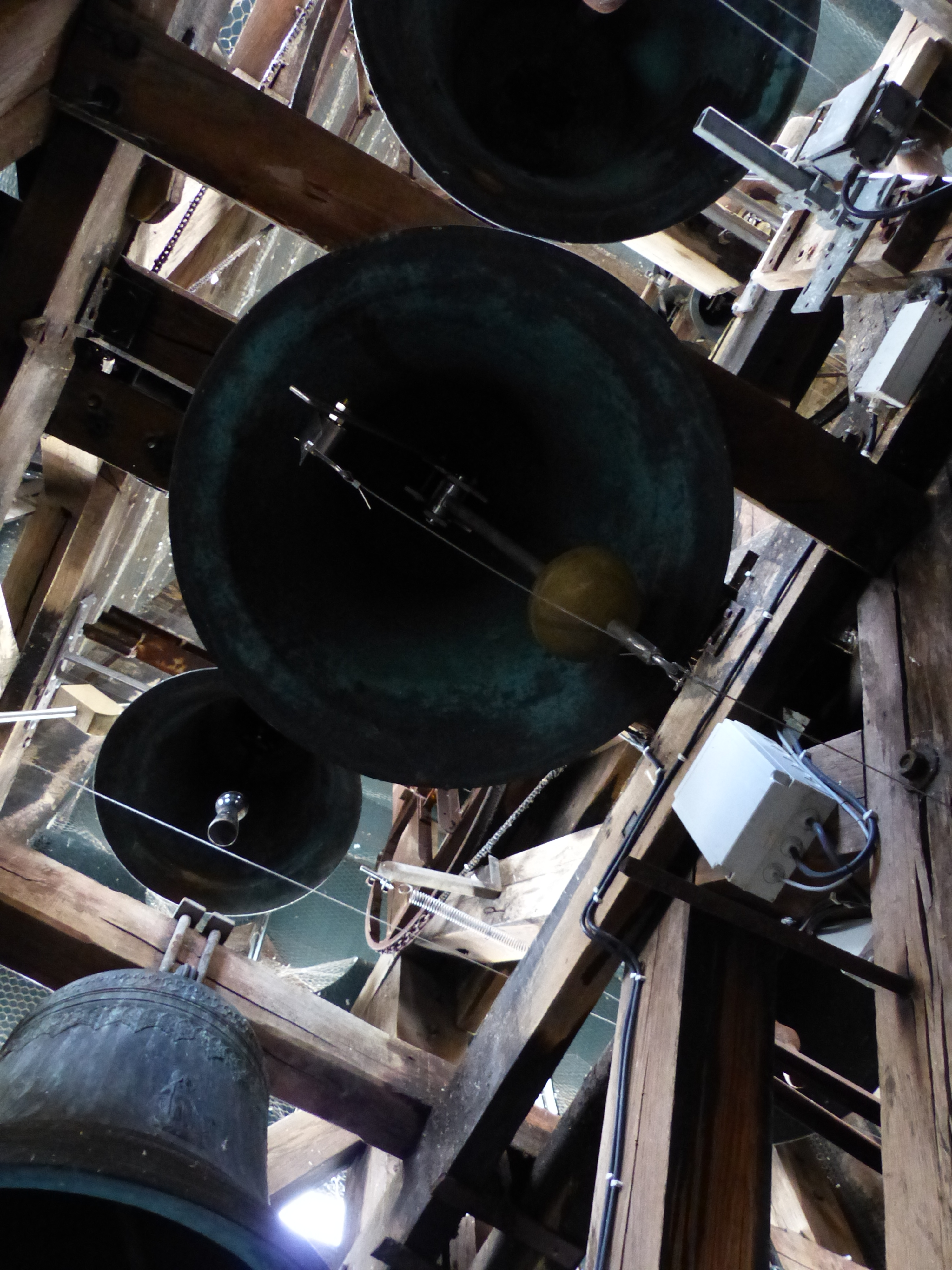
Cloches du carillon
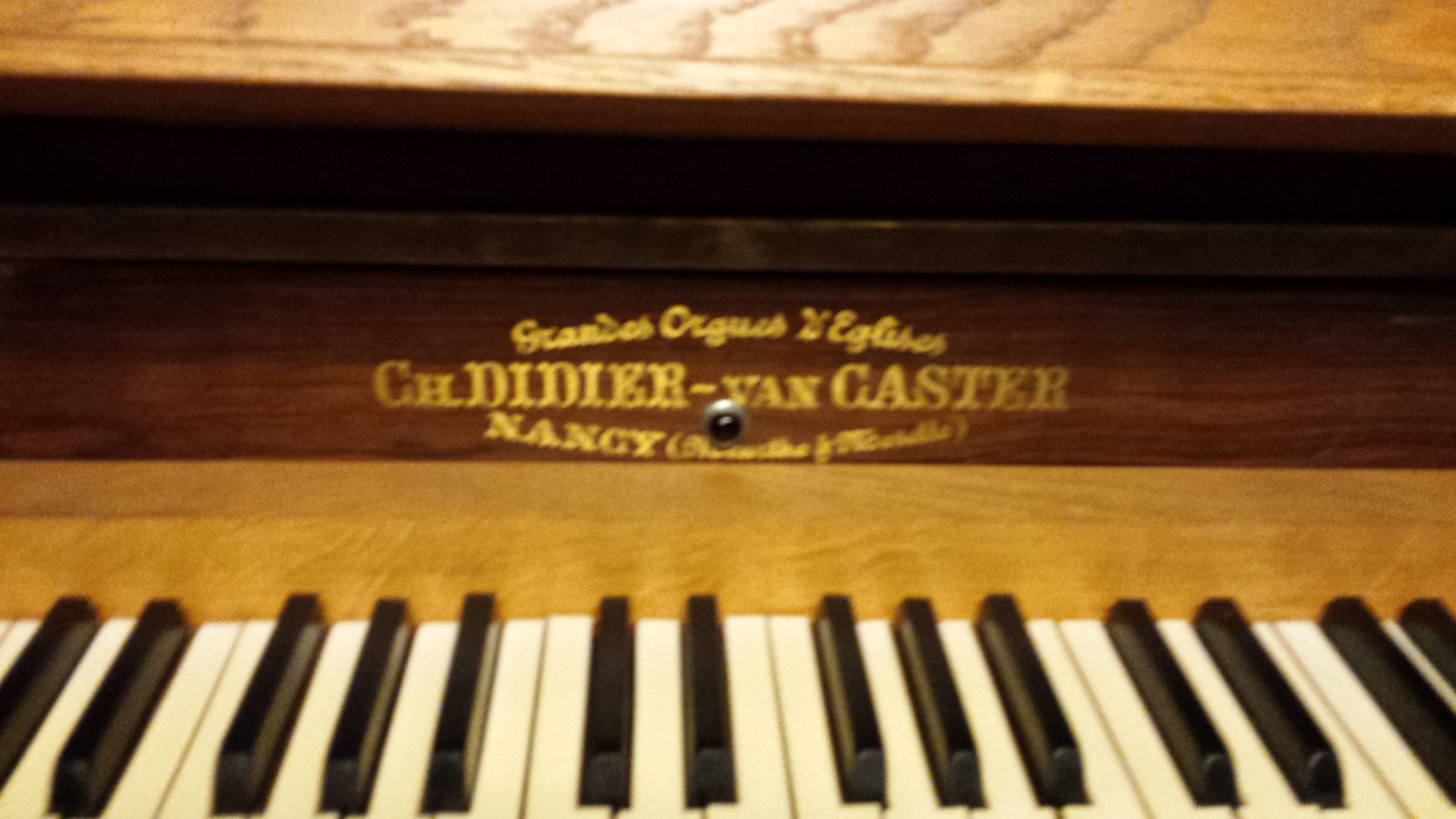
Clavier de l'orgue
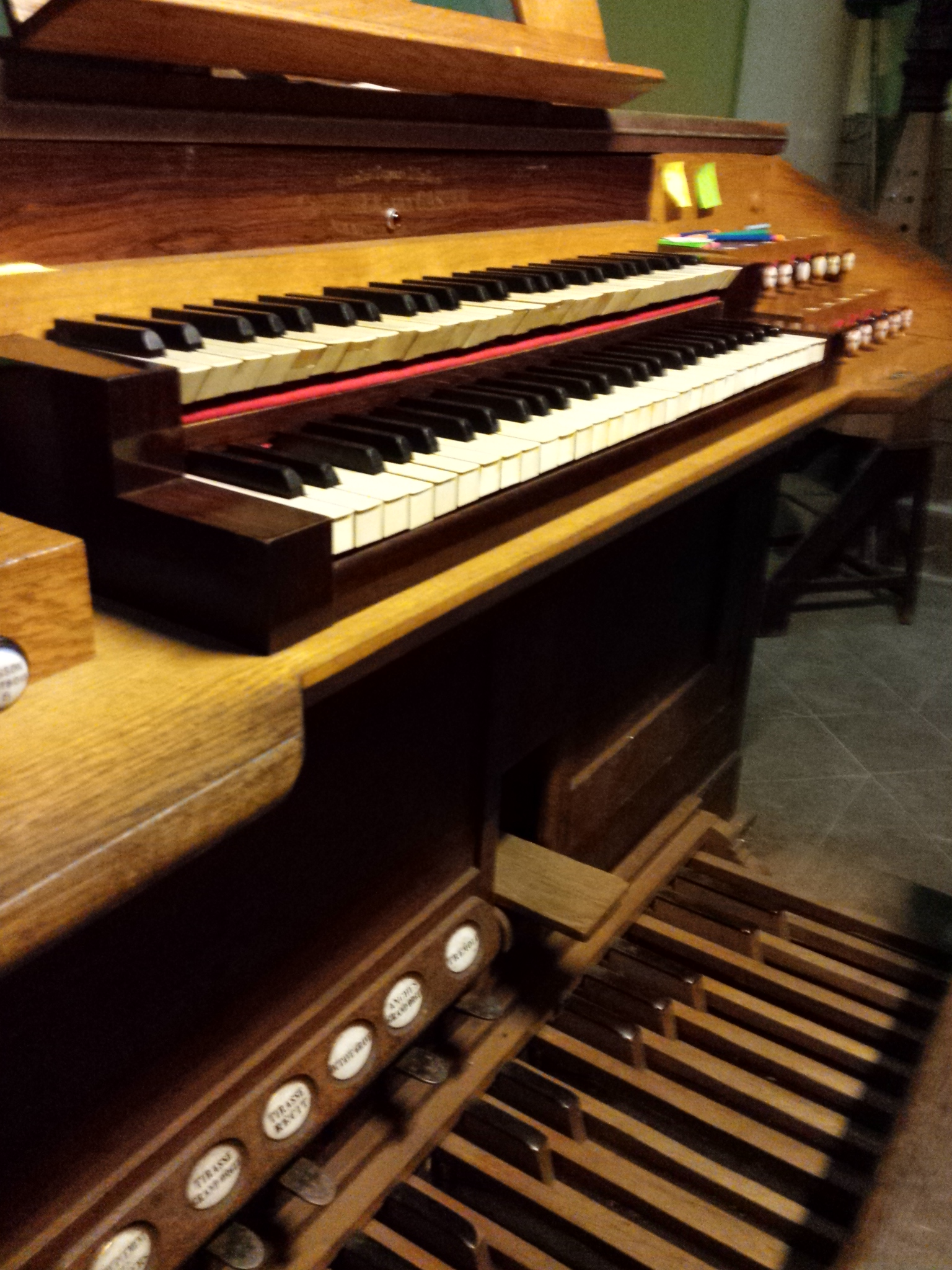
Console de l'orgue